# Atletik under sommer-OL 2024 - kuglestød (damer)
Kuglestød for damer i atletik under sommer-OL 2024 blev arrangeret på Stade de France 8. og 9. august 2024.
| Medaljevindere  |                    |              |  |  |  |  |
|                 |                    |              |  |  |  |  |
|                 |                    |              |  |  |  |  |
|                 |                    |              |  |  |  |  |
| Yemisi Ogunleye | Madison-Lee Wesche | Song Jiayuan |  |  |  |  |
| Tyskland        | New Zealand        | Kina         |  |  |  |  |

## Resultater

### Kvalifikation
Kvalifikationen er afholdt den 8. august. 32 atleter kvalificerede sig til første runde efter kvalifikationstid eller verdensrangering.
| Rangering | Gruppe | Atlet                    | Nation             | 1     | 2     | 3     | Distance | Noter |
| --------- | ------ | ------------------------ | ------------------ | ----- | ----- | ----- | -------- | ----- |
| 1         | A      | Sarah Mitton             | Canada             | 19.77 |       |       | 19.77    | Q     |
| 2         | A      | Maddi Wesche             | New Zealand        | 18.59 | 19.25 |       | 19.25    | Q     |
| 3         | B      | Yemisi Ogunleye          | Tyskland           | 18.01 | 17.72 | 19.24 | 19.24    | Q     |
| 4         | B      | Jessica Schilder         | Holland            | x     | 18.86 | 18.92 | 18.92    | q     |
| 5         | B      | Gong Lijiao              | Kina               | 18.06 | 18.78 | x     | 18.78    | q     |
| 6         | A      | Song Jiayuan             | Kina               | 17.65 | 18.22 | 18.73 | 18.73    | q     |
| 7         | B      | Raven Saunders           | USA                | x     | 17.93 | 18.62 | 18.62    | q     |
| 8         | A      | Jaida Ross               | USA                | 18.58 | 18.21 | x     | 18.58    | q     |
| 9         | A      | Jessica Inchude          | Portugal           | x     | 18.36 | x     | 18.36    | q     |
| 10        | B      | Fanny Roos               | Sverige            | 17.66 | 18.17 | 17.69 | 18.17    | q     |
| 11        | A      | Alina Kenzel             | Tyskland           | 18.16 | 18.09 | x     | 18.16    | q     |
| 12        | A      | Axelina Johansson        | Sverige            | x     | 18.16 | 17.73 | 18.16    | q     |
| 13        | B      | Danniel Thomas-Dodd      | Jamaica            | x     | 18.12 | 16.87 | 18.12    |       |
| 14        | A      | Lloydricia Cameron       | Jamaica            | 18.01 | 17.71 | 18.02 | 18.02    | SB    |
| 15        | B      | Eliana Bandeira          | Portugal           | 16.86 | 17.97 | 17.76 | 17.97    |       |
| 16        | B      | Katharina Maisch         | Tyskland           | 17.45 | 17.86 | x     | 17.86    |       |
| 17        | A      | Chase Jackson            | USA                | x     | x     | 17.60 | 17.60    |       |
| 18        | A      | Ivana Xennia Gallardo    | Chile              | 17.47 | 16.64 | 16.13 | 17.47    |       |
| 19        | B      | Klaudia Kardasz          | Polen              | x     | 17.08 | 17.45 | 17.45    |       |
| 20        | A      | Erna Sóley Gunnarsdóttir | Island             | 17.34 | 17.39 | 17.29 | 17.39    |       |
| 21        | A      | Sun Yue                  | Kina               | x     | 17.33 | x     | 17.33    |       |
| 22        | B      | Portious Warren          | Trinidad og Tobago | 17.02 | 16.28 | 17.22 | 17.22    |       |
| 23        | B      | Ana Caroline Silva       | Brasilien          | 17.09 | x     | 16.67 | 17.09    |       |
| 24        | A      | Emel Dereli              | Tyrkiet            | 17.02 | x     | 16.71 | 17.02    |       |
| 25        | B      | María Belén Toimil       | Spanien            | x     | 16.83 | x     | 16.83    |       |
| 26        | B      | Alida van Daalen         | Holland            | 16.25 | x     | 16.53 | 16.53    |       |
| 27        | B      | Dimitriana Bezede        | Moldova            | 16.30 | 15.89 | 16.35 | 16.35    |       |
| 28        | A      | Jorinde van Klinken      | Holland            | 16.35 | x     | x     | 16.35    |       |
| 29        | A      | Livia Avancini           | Brasilien          | 16.26 | x     | 15.85 | 16.26    |       |
| 30        | B      | Natalia Ducó             | Chile              | x     | 16.11 | x     | 16.11    |       |
| 31        | A      | Miné de Klerk            | Sydafrika          | 15.63 | x     | x     | 15.63    |       |

### Finale
Finalen blev afholdt den 9. august.
| Rangering | Atlet             | Nation      | 1     | 2     | 3     | 4     | 5     | 6     | Distance | Noter |
| --------- | ----------------- | ----------- | ----- | ----- | ----- | ----- | ----- | ----- | -------- | ----- |
| 1         | Yemisi Ogunleye   | Tyskland    | x     | 19.55 | x     | 18.75 | 19.73 | 20.00 | 20.00    |       |
| 2         | Maddi Wesche      | New Zealand | x     | 19.58 | 18.54 | 19.10 | 19.86 | 19.68 | 19.86    | PB    |
| 3         | Song Jiayuan      | Kina        | 16.43 | 18.88 | 18.78 | 19.32 | x     | 19.21 | 19.32    |       |
| 4         | Jaida Ross        | USA         | 19.28 | x     | x     | x     | 18.79 | 18.75 | 19.28    |       |
| 5         | Gong Lijiao       | Kina        | 19.09 | 19.06 | x     | x     | 19.27 | 19.00 | 19.27    |       |
| 6         | Jessica Schilder  | Holland     | x     | x     | 18.91 | x     | x     | x     | 18.91    |       |
| 7         | Fanny Roos        | Sverige     | 18.47 | 18.78 | x     | 18.48 | x     | 18.13 | 18.78    |       |
| 8         | Jessica Inchude   | Portugal    | 18.16 | 18.41 | x     | 18.32 | x     | x     | 18.41    |       |
| 9         | Alina Kenzel      | Tyskland    | 18.19 | x     | 18.29 |       |       |       | 18.29    |       |
| 10        | Axelina Johansson | Sverige     | 18.03 | x     | x     |       |       |       | 18.03    |       |
| 11        | Raven Saunders    | USA         | x     | 16.92 | 17.79 |       |       |       | 17.79    |       |
| 12        | Sarah Mitton      | Canada      | 17.15 | 17.48 | x     |       |       |       | 17.48    |       |